# Lerista karlschmidti
Lerista karlschmidti este o specie de șopârle din genul Lerista, familia Scincidae, descrisă de George Marx și Hosmer 1959. Conform Catalogue of Life specia Lerista karlschmidti nu are subspecii cunoscute.